# Françoise d'Alençon
Françoise d'Alençon (n. 1490, Regatul Franței – d. 14 septembrie 1550, La Flèche, Pays de la Loire, Franța) a fost fiica cea mare al lui René de Alençon și Margaret de Lorena. Françoise a fost sora mai mică a lui Charles al IV-lea, Duce de Alençon.
Sora și moștenitoarea lui Charles IV de Alençon, ea a fost deposedată de moștenire de cumnata ei,  Marguerite de Angoulême, sora regelui Francisc I al Franței. Totuși, fiul ei Antoine se va căsători cu Jeanne III de Navara, născută din a doua căsătorie a Margueritei cu Henric al II-lea de Navara.

## Căsătorii și copii
În 1505, Françoise s-a căsătorit cu Francis II, Duce de Longueville. Ei au avut doi copii:
- Jacques d'Orléans-Longueville (1511–1512), a murit la vârsta de 1 an
- Renée d'Orléans-Longueville (1508–1515), contesă de Dunois, necăsătorită

La 18 mai 1513, Françoise s-a recăsătorit cu Charles de Bourbon, Duce de Vendôme. Cuplul a avut 13 copii:
1. Louis de Bourbon (1514–1516), necăsătorit
2. Maria de Bourbon (1515–1538), necăsătorită, potențială mireasă pentru Iacob al V-lea al Scoției în 1536.
3. Marguerite de Bourbon (1516–1589), căsătorită în 1538 cu Francis I de Cleves, Duce de Nevers (1516–1561)
4. Antoine de Bourbon, Duce de Vendôme (1518–1562), va deveni rege al Navarei și va fi tatăl regelui Henric al IV-lea al Franței
5. François de Bourbon, Conte de Enghien (1519–1546), necăsătorit
6. Madeleine de Bourbon (1521–1561), stareță de Sainte-Croix de Poitiers, necăsătorită
7. Louis de Bourbon (1522–1525); a murit la 3 ani
8. Charles de Bourbon (1523–1590), arhiepiscop de Rouen, necăsătorit
9. Catherine de Bourbon (1525–1594), stareță de Soissons, necăsătorită
10. Renée de Bourbon  (1527–1583), stareță de Chelles, necăsătorită
11. Jean de Bourbon, Conte de Soissons și Enghien (1528–1557), căsătorit în 1557 cu verișoara primară Marie, Ducesă de Estouteville (1539–1601)
12. Louis de Bourbon, Prinț de Condé (7 mai 1530 – 13 martie 1569), căsătorit cu Eléonore de Roye
13. Léonore de Bourbon (1532–1611), stareță de Fontevraud, necăsătorită;

Fiul său Antoine s-a căsătorit cu Jeanne d'Albret, regină a Navarei. Fiul lor va urca pe tronul Franței sub numele de Henric al IV-lea. Antoine și fratele său mai mic Louis au devenit lideri militari puternici.
Soțul ei a murit la vârsta de 47 de ani iar Françoise i-a supraviețuit 13 ani.